# Vật tại Đại hội Thể thao Đông Nam Á 2005
Vật tại Đại hội Thể thao Đông Nam Á năm 2005 được tổ chức từ ngày 28 tháng 11 đến ngày 1 tháng 12 năm 2005, tại Trung tâm Thể thao Tổng hợp (Philippine Institute of Sports Complex / ULTRA), thủ đô Manila, Philippines. Các vận động viên tranh tài ở hai thể loại chính: vật tự do và vật cổ điển, với các hạng cân dành cho cả nam và nữ theo quy chuẩn của Liên đoàn Vật thế giới (UWW). Nam thi đấu ở cả hai thể loại, trong khi nữ chỉ tham gia nội dung vật tự do. Tổng cộng có 12 bộ huy chương vàng được trao tại kỳ đại hội.
Đoàn thể thao Việt Nam giành vị trí nhất toàn đoàn với 6 huy chương vàng, trong khi đó đoàn chủ nhà Philippines đứng thứ hai với 5 huy chương vàng.

## Tóm tắt kết quả
Tự do
| Hạng cân      | Vàng                                 | Bạc                               | Đồng                                |
| ------------- | ------------------------------------ | --------------------------------- | ----------------------------------- |
| Nam           |                                      |                                   |                                     |
| < 55 kg       | Nguyễn Văn Hợp · ( Việt Nam)         | Margarito Angana · ( Philippines) | Ressada Chusong · ( Thái Lan)       |
| < 55 kg       | Nguyễn Văn Hợp · ( Việt Nam)         | Margarito Angana · ( Philippines) | Surianto · ( Indonesia)             |
| 55 đến 60 kg  | Đới Đăng Hỷ · ( Việt Nam)            | Chaptong Orachun · ( Thái Lan)    | Melchor Tumasis · ( Philippines)    |
| 55 đến 60 kg  | Đới Đăng Hỷ · ( Việt Nam)            | Chaptong Orachun · ( Thái Lan)    | Sinachone Xayyasuk · ( Lào)         |
| 60 đến 66 kg  | Jimmy Angana · ( Philippines)        | Phan Đức Thắng · ( Việt Nam)      | Thanakorn Tud-Ead · ( Thái Lan)     |
| 66 đến 74 kg  | Lê Duy Hợi · ( Việt Nam)             | Jumain · ( Indonesia)             | Michael Baletin · ( Philippines)    |
| 74 đến 84 kg  | Mẫn Bá Xuân · ( Việt Nam)            | Rudi Septhadi · ( Indonesia)      | Rawin Phetkhaek · ( Thái Lan)       |
| 84 đến 96 kg  | Marcus Valda · ( Philippines)        | Nguyễn Văn Đức · ( Việt Nam)      | Aji Sutrisno · ( Indonesia)         |
| 96 đến 120 kg | Francis Villanueva · ( Philippines)  | Arthit Chairat · ( Thái Lan)      | Agustafa · ( Indonesia)             |
| Nữ            |                                      |                                   |                                     |
| <48 kg        | Suphornphan Kaewsamat · ( Thái Lan)  | Nguyễn Thị Hằng · ( Việt Nam)     | Chov Sotheara · ( Campuchia)        |
| 48 đến 51 kg  | Cristina Villanueva · ( Philippines) | Nguyễn Thị Thu · ( Việt Nam)      | Onanong Chari · ( Thái Lan)         |
| 51 đến 55 kg  | Nghiêm Thị Giang · ( Việt Nam)       | Belinda Lapuente · ( Philippines) | Sunusa Klahan · ( Thái Lan)         |
| 55 đến 59 kg  | Gemma Silverio · ( Philippines)      | Pattana Promeam · ( Thái Lan)     | Try Sothavy · ( Campuchia)          |
| 59 đến 63 kg  | Lương Thị Quyên · ( Việt Nam)        | Cherry Matriz · ( Philippines)    | Wong Duean Khamrahong · ( Thái Lan) |

## Bảng huy chương
| Hạng               | Đoàn               | Vàng | Bạc | Đồng | Tổng số |
| ------------------ | ------------------ | ---- | --- | ---- | ------- |
| 1                  | Việt Nam           | 6    | 4   | 0    | 10      |
| 2                  | Philippines        | 5    | 3   | 2    | 10      |
| 3                  | Thái Lan           | 1    | 3   | 6    | 10      |
| 4                  | Indonesia          | 0    | 2   | 3    | 5       |
| 5                  | Campuchia          | 0    | 0   | 2    | 2       |
| 6                  | Lào                | 0    | 0   | 1    | 1       |
| Tổng số (6 đơn vị) | Tổng số (6 đơn vị) | 12   | 12  | 14   | 38      |